# Медове шифрування
Медове шифрування — спосіб шифрування, що «виробляє шифротекст, який будучи розшифрованим з неправильно підібраним зловмисником ключем, виглядає, як правдоподібний, однак, неправильний текстовий пароль або ключ шифрування.»
Метод було розроблено науковцями з Університету Вісконсина, і вперше представлено загалу у 2014 році на конференції з шифрування Eurocrypt.